# 花仙子企業
花仙子企業股份有限公司（英語：Farcent Enterprise Co., Ltd..），通稱花仙子，是中華民國（臺灣）的一間家用清潔用品製造商，由王堯倫與蔡心心夫妻聯手創立，主要研發空間芳香除臭、空間除濕、清潔等類型產品，為台灣量販市場知名品牌之一，同時也是康寧餐具的台灣代理商。

## 發展時期
花仙子在草創時期，是從仿日本芳香系列商品的研發起步，當時在台北市承德路租一間公寓研發香氛產品；爾後因獲得好評而造成供不應求的狀況下，花仙子決定於台北縣淡水鎮增廠，進而帶動後來自行創立的除濕品牌「克潮靈」之崛起，並為花仙子帶來了可觀的營收。
除了自有品牌以外，花仙子於2003年併購台灣潔氏、2014年併購帝凱國際，並將兩者擁有之品牌收歸於旗下持續發展；投資界名人「阿格力」許凱迪則將花仙子對帝凱的併購視為「日用品界的巴菲特」。

## 市場演變
早期客群雖以40歲左右的消費者為主，並也早已成為知名品牌，但在2012年王堯倫猝逝後，花仙子曾面臨接班與重組等危機；在蔡心心、王佳郁母女檔接班後，花仙子展開產品重塑形象運動，以重新定位消費者客源、善用年輕員工、跨界合作等形式進行，並藉由開拓東南亞市場，期許完成王堯倫所留下「做華人市場的P&G」之遺願。

## 社會參與
2014年12月24日，花仙子成立關懷弱勢教育與進行社會回饋的「財團法人花仙子教育基金會」，曾參與台灣線上教育發展協會的「情境科學教材」線上學習平台建構計畫，並與東元科技文教基金會長期合辦「偏鄉青少年藝術賞析」系列活動，鼓勵偏鄉學童透過藝術活動參與提升鑑賞力。

## 合作藝術家
- Cherng（馬來貘系列）[11]

## 旗下品牌
- 驅塵氏
- 克潮靈
- 茶樹莊園[6]
- 潔霜
- 藍藍香
- 小通
- 好神拖
- Farcent
- 康寧餐具（台灣區代理）

## 資料來源
1. ↑  游筱燕. . 鏡周刊. 2017-07-31  [2021-05-21]. （原始内容存档于2021-05-21）.
2. ↑  . 鉅亨網. 2018-11-30  [2021-05-21]. （原始内容存档于2021-05-21）.
3. ↑  . 透明足跡（綠色公民行動聯盟）.   [2021-05-21]. （原始内容存档于2021-05-21）.
4. 1 2  . g0v零時政府.   [2021-05-22]. （原始内容存档于2021-05-22）.
5. ↑   (新闻稿). 中華民國全國創新創業總會. 2007-08-16  [2021-05-21]. （原始内容存档于2021-05-21）.
6. 1 2 3  游筱燕. . 鏡周刊. 2017-08-01  [2021-05-21]. （原始内容存档于2021-05-21）.
7. ↑  呂曼文. . 台灣蘋果日報. 2003-05-27  [2021-05-21]. （原始内容存档于2021-05-21）.
8. ↑  游筱燕. . 鏡周刊. 2017-07-31  [2021-05-21]. （原始内容存档于2021-05-21）. 花仙子旗下的好神拖，樹立拖把界障礙，又有忠實粉絲，彷彿複製巴菲特長年投資吉列（Gillette）刮鬍刀的模式。
9. ↑  洪寶山.  (936). 理財周刊. 2008-08-03  [2021-05-22]. （原始内容存档于2021-05-22）.
10. ↑  游筱燕. . 財訊. 2018-07-02  [2021-05-21]. （原始内容存档于2021-05-21）.
11. 1 2  . 鉅亨網. 2018-11-30  [2021-05-21]. （原始内容存档于2021-05-21）.
12. ↑  游筱燕. . 鏡周刊. 2017-07-31  [2021-05-21]. （原始内容存档于2021-05-21）.
13. ↑  . 花蓮新聞雲. 2020-12-18  [2021-05-22]. （原始内容存档于2021-05-22）.

## 外部連結
- 花仙子企業股份有限公司官方網站 （页面存档备份，存于）
- 花仙子的Facebook專頁
- YouTube上的花仙子企業股份有限公司頻道